# Minestra vedova
La minestra vedova (in romagnolo mnëstra vedva), è un primo piatto a base di pasta, generalmente in brodo, tipico della Romagna. Il suo nome probabilmente deriva dalla semplicità degli ingredienti, che includono la pasta di acqua e farina e senza uova (pasta matta) e il cosiddetto brodo matto, ossia privo di carne, che lo caratterizzano come piatto povero.

## Preparazione
Può essere preparata con vari tipi di pasta fresca, tra cui quadrettini, manfrigoli, tagliolini o tajadlòt (pasta lunga di larghezza intermedia fra tagliolini e tagliatelle). La pasta, di acqua, farina e un pizzico di sale, viene cotta direttamente nel brodo "matto", ottenuto versando il battuto (un soffritto di cipolla, carota, sedano con lardo, pancetta o olio d'oliva) in acqua bollente e viene consumata al cucchiaio, come una minestra.
In alternativa, se nella preparazione vengono impiegati i tagliolini o i tajadlòt, è possibile cuocere la pasta in acqua salata e, successivamente, saltarla in padella con un condimento ottenuto da un soffritto di cipolla, strigoli in olio d'oliva, a cui eventualmente si può aggiungere un cucchiaio di conserva di pomodoro diluito in acqua calda.